# Parafia św. Michała Archanioła w Ladomirovej
Parafia św. Michała Archanioła – parafia prawosławna w Ladomirovej. Należy do archidekanatu dla powiatów: Stropkov i Svidník, w eparchii preszowskiej Kościoła Prawosławnego Czech i Słowacji.
Świątynią parafialną jest cerkiew św. Michała Archanioła, przy której w latach 1924–1944 działał męski monaster św. Hioba Poczajowskiego.
Proboszczem parafii jest ks. Pavol Kačmár.